# Radiigera bushnellii
Radiigera bushnellii är en svampart som beskrevs av L.S. Domínguez & Castellano 1996. Radiigera bushnellii ingår i släktet Radiigera och familjen jordstjärnor.   Inga underarter finns listade i Catalogue of Life.